# Горна Франкония
Горна Франкония е регион в Централна Германия, провинция Бавария с площ 7231 км² и население 1 082 516 души (към 31 декември 2008). Център на Горна Франкония е Байройт, където заседава общинският парламент.

## Население
Населението на Горна Франкония е 1 082 516 души (към 31 декември 2008). Гъстотата на населението е 151 души на км². Чужденци са 5% от населението. 

### Религия
Статистиката за религиозната принадлежност е от 25 май 1987 г.
- католици – 45,9%
- протестанти – 49,3%
- други – 4,8%